# 皮以書

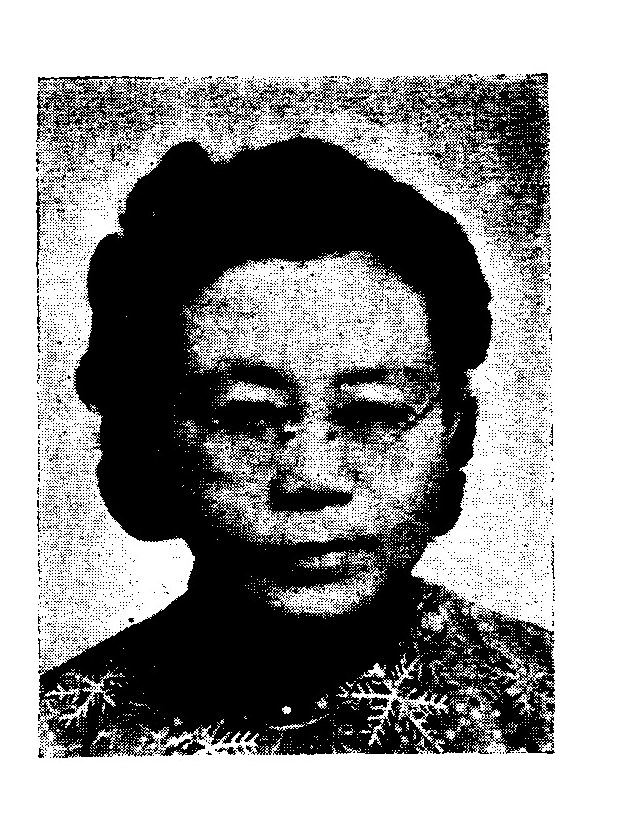
皮以書，民國42年

皮以書（1904年—1974年），四川省南川縣人。民國三十七年第一屆立法委員選舉中遞補當選為四川省婦女第一屆立法委員。其夫為谷正鼎。

## 經歷
- 北平中國大學畢業
- 留學蘇聯莫斯科中山大學
- 中國國民黨北平市黨部婦女部長
- 陝西省黨部婦女工作委員會主任委員
- 中國國民黨中央委員
- 立法委員
- 中華婦女反共聯合會總幹事